# محمود عفت
محمود عفت (10 نوفمبر 1935 - 27 نوفمبر 1994) هو عازف مصري.

## حياته
ولد محمود محمد نور الخضيري عفت بالقاهرة 10 نوفمبر 1935، بدأت حياته بالعزف على آلة الناي وهو طالب في المدرسة السعيدية الثانوية بالجيزة عازفاً في فرقة المدرسة الموسيقية، حصل على درجة البكالوريوس من كلية التجارة جامعة فؤاد الأول فى عام 1962. والده محمد نور الخضيري الذى كان مغنياً مشهوراً خلال الثلاثينات والأربعينات و له عدة إسطوانات وكان يعمل موظفا ببنك التسليف الزراعى، كانت هناك شائعة أنه شقيق سعاد حسني ولكنها نفت أكثر من مرة.

## مسيرته
- عزف في البداية بآلة الفلوت، لكن ما لبث أن انتقل إلى الناي.[7]
- درس الناي بمجهوده الشخصي، معتمداً على الاستماع لكبارعازفي الناي في زمانه وعلى كتب تعليم الموسيقى.[8]
- عمل عازفاً في العديد من الفرق الموسيقية، وعندما تكونت الفرقة الماسية بقيادة أحمد فؤاد حسنعام 1954، فكان عفت عازف الناي فيها.[9]
- عزف خلف كبار المطربين العرب مثل محمد عبد الوهاب وفريد الأطرش وعبد الحليم حافظ وفايزة أحمد.[10]
- بعد وفاة أحمد فؤاد حسن سنة 1998، تولى عفت قيادة الفرقة واستمر فيها حتى وفاته سنة 1994.[11]
- قدم العزف المنفرد في تسجيلات وحفلات عامة.
- تنوع عزفه مابين الارتجال والقوالب الموسيقية المعروفة وخاصة السماعي.
- عزف كثيراً من القطع الموسيقية المؤلفة خصيصاً لآلة الناي مثل دموع البلبل لأحمد فؤاد حسن، والناي الساحر لمختار السيد وحورية وكونشرتو الناي لعطية شرارة.
- صدرت له العديد من الأسطوانات.[12]
- عمل خبيراً لآلة الناي في المعهد العالي للموسيقى العربية بالقاهرة منذ عام 1968، وقام بوضع منهاج تعليمي لتدريسها، كما وضع كتاباً دراسياً فيها.[13]
- أشرف على العديد من رسائل الماجستير والدكتوراه فى الموسيقى داخل المعهد.[14]
- كتب بعض المعزوفات الموسيقية منها: أمل والعلم والإيمان[15] وهي المقدمة الموسيقية للبرنامج التليفزيوني للعلم والإيمان .[16]

## أعماله
تأليف
- وضع عدداً من الدراسات التاريخية عن آلة الناي.[17]
- من أهمها بحث عن الجذور الفرعونية لآلة الناي، وتناول فيه نايين تم العثور عليهما في مقابر سقارة، كما قام بصنع نماذج من آلات الناي الفرعونية مماثلة للموجودة في المتحف المصري والمرسومة في المعابد الفرعونية، من أجل معرفة قياسات وأبعاد السلم الموسيقي الذي كان مستخدماً في الحضارة المصرية القديمة .[18]

من تسجيلاته :
- ابن البلد والحنة والدنيا غنوة.
- النهر الخالد.
- أندلسيات.
- بحلم بيك .
- بسمة.
- حبيبي.
- رقصة شرقية.
- ست الحبايب.
- سماح.
- شمس الأصيل.
- عزيزة.
- فتافيت السكر.
- قوللى ولا تخبيش.
- كل ده كان ليه.
- لما بدا يتثنى.
- ما قاللي وقلت له.